# Julian Cely
Julian Cely, né le 25 mai 1983 à Istres (Bouches-du-Rhône) est un chanteur français.

## Biographie
Julian Cely commence sa carrière en 2003 avec le single Tournent les vents. La chanteuse d'origine indonésienne Anggun tombe sous le charme de la voix de ce jeune artiste et l'invite à faire la première partie de ses concerts en Indonésie en 2004. Le public et les médias locaux s'enflamment pour le jeune chanteur, qui obtient ainsi un grand succès dans ce pays.
En 2005, Julien Cely travaille sur son premier album avec l'aide de Francis Maggiulli (ancien membre du groupe Les Charts). Pour se faire connaitre du grand public, il participe à la reprise du titre Cargo d'Axel Bauer en duo avec Stéréo Blackstarr, sous le titre Cargo de Nuit.
En 2006 sort son premier album simplement intitulé Julian Cely qui remporte un certain succès, notamment grâce au single Pour Elle, écrit et composé par Géraldine Delacoux et Laura Marciano. Il participe cette même année au tournage de la série Sous le soleil, dans laquelle il interprète le rôle de Luc, un jeune danseur intégrant l'académie de danse de Jessica. Il intègre également la troupe créée par Michel Fugain pour son spectacle Attention Mesdames et Messieurs.
En 2007, Julian Cely fait son retour en Indonésie en interprétant un duo avec une star locale (Terri). Ce single devient très rapidement un hit dans ce pays, et Julian Cely y connaît un succès important pour un artiste européen.
Pour l'année 2008, Julian est retourné en studio pour travailler à la réalisation d'un nouvel album.

## Discographie

### Albums français
- 2006 : Julian Cely (FR : #162)[4]

### Albums Indonésiens
- 2006 : Julian Cely

### Singles français
- 2003 : Tournent les vents
- 2004 : Lache toi (non commercialisé)
- 2005 : Cargo de Nuit en duo avec Stereo Blackstarr (FR: #30)[5]
- 2006 : Pour Elle (FR : #41)[6]
- 2006 : Tant que tu n'es pas là
- 2006 : Participation au collectif Un Noël Pour Tous
- 2007 : Billy (frères d'âme)[7]
- 2007 : Air Conditionné (EP)[8]

### Singles internationaux (Indonésie)
- 2007 : Tentang Kita en duo avec Terry (Airplay Indonésie: #1)[9]
- 2008 : Mantra